# Estrilda charmosyna
Estrilda charmosyna là một loài chim trong họ Estrildidae.